# Sint-Genovevakerk (Steenhuffel)

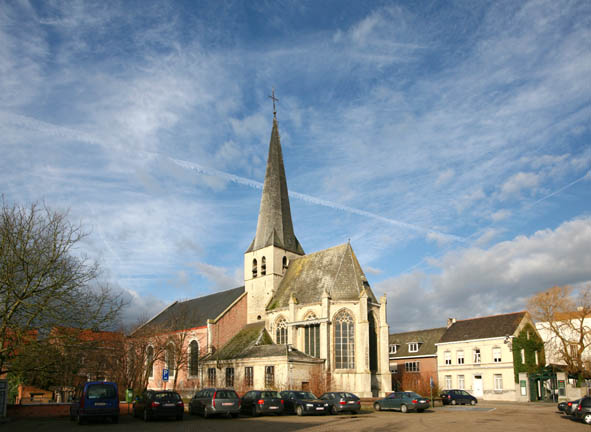
Sint-Genovevakerk

De Sint-Genovevakerk is de parochiekerk van de tot de Vlaams-Brabantse gemeente Londerzeel behorende plaats Steenhuffel, gelegen aan Steenhuffeldorp 16A.

## Geschiedenis
De parochie van Steenhuffel bestond begin 12e eeuw al. Het patronaatsrecht was in bezit van de Abdij van Affligem. Tijdens de godsdiensttwisten (4e kwart 16e eeuw) werden in het dorp veel vernielingen aangericht.

## Gebouw
De huidige kerk heeft een 15e-eeuws koor, gebouwd in zandsteen. Het driebeukig schip is van 1826 en werd in baksteen uitgevoerd in neoclassicistische stijl. In 1909 werden de zijbeuken naar het westen verlengd waarbij ook een neobarokke westgevel tot stand kwam.
Tussen schip en koor bevindt zich een toren, gebouwd in zandsteen, op rechthoekige plattegrond met een 12e-eeuwse kern, waarvan slechts een muurfragment is te zien, en verder een 15e-eeuws bouwwerk. Ook het 15e-eeuws gotisch koor is in zandsteen uitgevoerd.

## Interieur
De kerk bezit enkele 17e-eeuwse schilderijen zoals twee aan Gaspar de Crayer toegeschreven doeken: Maria met heiligen en Maria met Sint-Dominicus. In het koor vindt men glas-in-loodramen van 1532 en 1533 in renaissancestijl. Er is een 16e-eeuws beeld van Sint-Anna in gotische stijl, en beelden van Sint-Genoveva en Sint-Nicolaas (17e en 18e eeuw) in barokstijl. Uit dezelfde tijd zijn er door volkskunstenaars vervaardigde beelden.
Ook uit de 17e en 18e eeuw zijn de altaren, de biechtstoelen en de lambrisering.